# Arthur Maurice Fishberg
Arthur Maurice Fishberg (auch Arthur M. Fishberg, * 17. Juni 1898 in New York City, New York; † 20. Januar 1992 ebenda) war ein US-amerikanischer Mediziner.

## Leben

### Familie und Ausbildung
Der gebürtige New Yorker Arthur Maurice Fishberg, Sohn des Maurice Fishberg und der Bertha Cantor Fishberg, nahm nach dem High-School Abschluss das Studium der Medizin an der Columbia University auf, 1919 graduierte er zum Bachelor of Arts, 1921 wurde er zum Doctor of Medicine promoviert.
Arthur Maurice Fishberg, Angehöriger der jüdischen Glaubensgemeinschaft, ehelichte am 16. Juni 1933 Irene Levin. Er verstarb im Januar 1992 im Alter von 93 Jahren.

### Beruflicher Werdegang
Arthur Maurice Fishberg war nach seinem Studienabschluss als Assistenzarzt an den City Hospitals angestellt. Seit 1926 wirkte er als Assistenzarzt am Mount Sinai Hospital, 1946 wurde er zum Chefarzt am Beth Israel Hospital in Manhattan bestellt, 1986 trat er von dieser Position zurück. Darüber hinaus fungierte Fishberg als beratender Arzt am St. Joseph’s Hospital, am Army Medical Center in Washington, D.C. sowie am Mount Vernon Hospital. Er lehrte als Clinical Professor of Medicine an der New York University School of Medicine und an der Mount Sinai School of Medicine. 1956 wurde ihm das Präsidentenamt der Dazian Foundation for Medical Research übertragen.
Der ausgewiesene Experte auf dem Gebiet der Bluthochdruckforschung, wurde zum Mitglied der American Society for Clinical Investigation, der American Medical Association, der American Heart Association und der New York Academy of Medicine gewählt. Arthur Maurice Fishberg wurde mit den Ehrenmitgliedschaften der Sociedad de Medicina Interna de Buenos Aires und der Sociedade Brasileira de Cardiologia ausgezeichnet.

## Publikationen
- Heart failure. Lea & Febiger, Philadelphia, 1937
- Hypertension and nephritis. 5th ed., Lea & Febiger, Philadelphia, 1954